# 圣樊尚叙雅尔
圣樊尚叙雅尔（法語：Saint-Vincent-sur-Jard，法語發音：[sɛ̃ vɛ̃sɑ̃ syʁ ʒaʁ]）是法国卢瓦尔河地区大区旺代省的一个市镇，属于莱萨布勒多洛讷区。

## 地名
与通常在法语地名中表示“在……河畔”之意的“sur”不同，该地名Saint-Vincent-sur-Jard中的“sur”意为“在……上方”，表示名为圣樊尚（Saint-Vincent）的该地与雅尔（Jard）的位置关系，并以“雅尔上方的圣樊尚”之名区分其他的“圣樊尚”，且事实上在该地附近也并无“雅尔河”存在。《世界地名译名词典》将其误译作“雅尔河畔圣樊尚”。

## 地理
圣樊尚叙雅尔（46°24'53"N, 1°32'53"W）面积14.65 平方千米，位于法国卢瓦尔河地区大区旺代省，该省份为法国西部沿海省份，北起大西洋卢瓦尔省和曼恩-卢瓦尔省，西临大西洋，南至滨海夏朗德省，东部及东南部与德塞夫勒省接壤。
与圣樊尚叙雅尔接壤的市镇（或旧市镇、城区）包括：滨海雅尔、滨海隆日维尔、圣伊莱尔拉福雷、塔尔蒙-圣伊莱尔。
圣樊尚叙雅尔的时区为UTC+01:00、UTC+02:00（夏令时）。

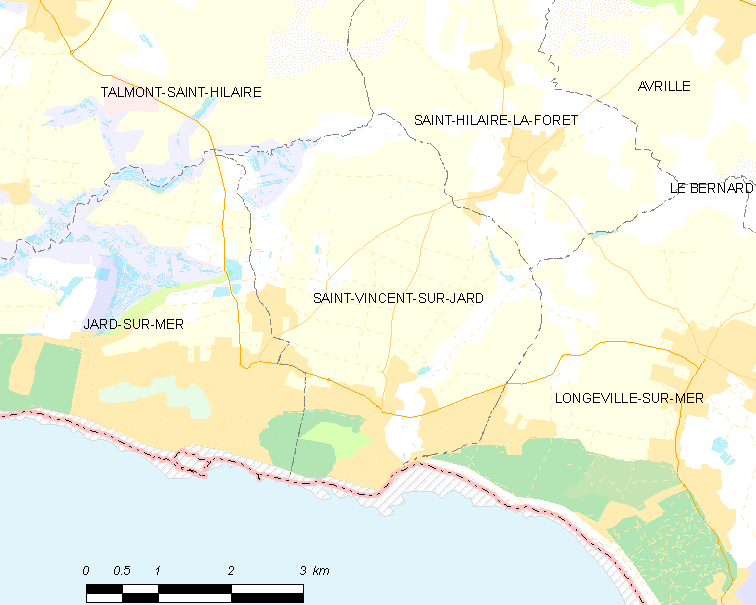
圣樊尚叙雅尔的OSM定位图

## 行政
圣樊尚叙雅尔的邮政编码为85520，INSEE市镇编码为85278。

## 政治
圣樊尚叙雅尔所属的省级选区为塔尔蒙-圣伊莱尔县。

## 人口

1962-2008年间圣樊尚叙雅尔人口变化图示

圣樊尚叙雅尔于2022年1月1日时的人口数量为1602人。